# آننائیا
آننائیا (به یونانی:Ἄνναια؛ لاتین:Annaea) یک شهر باستانی در ایونیه در ترکیه امروزی است. 